# Вильруа де Гало, Франсуа
Франсуа Вильруа де Гало (род. 24 февраля 1959, Страсбург, Франция) — высокопоставленный французский чиновник. Руководитель Банка Франции (с ноября 2015 года). Председатель совета директоров Банка международных расчётов (с января 2022).

## Биография

### Родословная
Франсуа Вильруа де Гало родился в старой буржуазной семье из Лотарингии. Один из его  предков, Клод Вильруа, был руководителем военных госпиталей. Другой родственник, Николя Вильруа, был поставщиком зарубежных солей, капитаном национальной гвардии, а затем основателем компании Villeroy & Boch в Фрауэнберге.
Семейство Вильруа исторически проживало между Лотарингией и Сааром, поэтому Франсуа Вильруа де Гало также свободно говорит на немецком. Его родители — Клод Вильруа де Гало и Одиль де Ла Ланд де Калан.
Франсуа женат на Флоренции Гильбер де Ваутибо, с которой у него 5 детей.

### Образование
Франсуа де Гало учился в частной католической средней школе Сен-Луи-де-Гонзага, далее Политехнической школе, после этого Национальной школе управления.

### Карьера
В 1988 году Франсуа Вильруа де Гало начал работать в министерстве финансов, где отвечал за контакты в Африке, затем в Европе. С 1990 по 1993 года был советником министра финансов, затем советником премьер-министра Пьера Береговуа. В дальнейшем он занимал различные должности в управлении французского казначейства в Берси, затем работал в Брюсселе в качестве финансового советника постоянного представительства Франции.
При правительстве Лайонела Жоспена Франсуа Вильруа де Гало  с 1997 по 1999 года занимал должность руководителя аппарата кабинета Доминика Стросс-Кана. У Кристиана Сауттера с 1999 по 2000 года в Министерстве экономики и финансов Вильруа де Гало был руководителем аппарата, а с 2000 по 2003 года руководителем по налогам и сборам.

## Работа в Банке Франции

### Назначение
В сентябре 2015 года кандидатура Франсуа Вильруа де Гало была предложена на пост руководителя Банка Франции. Его кандидатура вызывала противоречивые реакции, а группа из 150 экономистов посчитала, что такое назначение создает риск конфликта интересов, и обратилась к парламентариям выступить против кандидатуры де Гало. Трое бывших руководителей Банка Франции выступили в поддержку кандидатуры Франсуа Вильруа де Гало.
Во время слушания в Финансовом комитете Национальной ассамблеи он взял на себя обязательство никогда не создавать ситуаций конфликта экономических интересов. Франсуа Вильруа де Гало получает положительное заключение компетентных парламентских комитетов, которые впервые участвовали в процедуре выдвижения кандидатуры на пост руководителя Банка Франции.
Он был назначен руководителем Банка Франции президентом Франции и вступил в должность. Он возглавляет Генеральный совет, который занимается вопросами, связанными с управлением деятельностью Банка Франции, в которую три направления — денежно-кредитная стратегия, финансовая стабильность и финансовые услуги в отношении физических лиц.
Франсуа Вильруа де Гало также возглавляет, как управляющий Банком Франции, орган по надзору в финансовой сфере.
Он входит в совет управляющих Европейского центрального банка во Франкфурте-на-Майне вместе с шестью членами исполнительного совета и управляющими национальных центральных банков восемнадцати стран еврозоны.

### Действия во главе Банка Франции
Франсуа Вильруа де Гало продолжил план преобразований, инициированный его предшественником Кристианом Нойером, который он назвал «Амбиции 2020». В 2018 году Франсуа Вильруа де Гало выступил с инициативой создания «Сети экологизации финансовой системы». Это сеть центральных банков стран Евросоюза, которая нацелена на изучение роли центральных банков в продвижении экологически чистых финансов. Банк Франции теперь предоставляет постоянный секретариат этой сети, которая насчитывает около пятидесяти членов. Вильруа де Гало неоднократно заявлял о своей поддержке интеграции финансовых рисков, связанных с климатом, в денежно-кредитную политику Европейского центрального банка.

### Covid-19 и кризис
В связи с кризисом, связанным с пандемией Covid-19, Франсуа Вильруа де Гало объявил о снижении французской экономики на 6 % в 1-м квартале 2020 года и оценил стоимость кризиса в 1,5 пункта ежегодного роста за две недели. В начале 2020 года французская экономика потеряла около трети своей активности по сравнению с прошлым годом.
Тем не менее де Галау отмечает роль государства в качестве основного поглотителя шока в условиях кризиса.
Он также отметил редкое единство в мнении экономистов в отношении мер, которые необходимо предпринять для выхода из кризиса и перезапуска экономики в кратчайшие сроки, в том числе создание денежного щита для всех компаний, возобновление деятельности и запуск крупных инвестиционных программ. Увеличение государственного долга является естественным следствием этих мер, которые должны быть приняты. В частности, де Галуа считает, что лучшими инвестициями для роста останутся все действия в пользу образования, профессиональной подготовки и более квалифицированной работы.
Франсуа Вильруа де Гало констатирует отсутствие нехватки банкнот во время изоляции и оценивает использование наличных 40-50 % от общей массы платежей. Что касается банковской деятельности, он объявил 18 апреля 2020 года, что французские банки получили 290 000 запросов на ссуды, гарантированные государством, на общую сумму 55 миллиардов евро.
Де Галау определил роль банка Франции в заинтересованности кредитного посредничества для предприятий, испытывающих трудности с получением кредитов.
Ради прозрачности Банк Франции впервые обнародовал в 2016 году годовой оклад своего руководителя, который составил 283 129 евро.

## Другие полномочия

### Во времена правления в банке Франции
Франсуа Вильруа де Гало исполняет обязанности руководителя банка Франции, порученные ему в соответствии с валютно-финансовым кодексом, в том числе:
- Член Совета управляющих Европейского центрального банка
- Председатель Управления по принудительному надзору и разрешениям
- Член Высшего совета по финансовой стабильности
- Президент совета по безопасности платежных карт
- Член Совета директоров Банка международных расчётов
- Член Национального комитета по финансовому образованию[26].

### Прошлые полномочия
- Член наблюдательного совета Villeroy & Boch
- Член совета директоров ADIE (Ассоциация за право на экономическую инициативу) по развитию микрокредитования
- Член консультативного совета аналитического центра[27]
- Член наблюдательного совета Bayard Presse[27], владелец ежедневной газеты La Croix
- Член Комиссии под председательством Жака Аттали в 2007 году, затем в 2010 году.

## Занимаемые должности

### До 2015 года
Франсуа Вильруа де Гало уже давно является членом совета директоров в Социальных Неделях Франции, наряду с Мишелем Комдессю, Жаном Буассонном и другими финансовыми и экономическими мировыми деятелями, обеспокоенными социальными действиями Католической церкви.
Начиная с 2003 года приобретает наибольшую известность после своих регулярных выступлений в прессе, на радио и телевидении, комментируя франко-германских отношения, высказывая свое видение управления, также говорит о необходимости экономических реформ.
Его этическое отражение лежит в основе его экономических и социальных действий, особенно в отношении финансов. В своей последней книге «Надежда Европейца» он четко высказался за европейскую социальную модель и предложил программу трудоустройства молодежи через крупный «Erasmus pro» .
Франсуа Вильруа де Гало преданный католик, публиковал свои статьи в газете La Croix. Газета принадлежит группе Bayard Presse, членом наблюдательного совета которой он является. Также написал работу, опубликованную в Ватиканской библиотеке: «Развитие финансовой деятельности с учетом этических требований христианства».

### С момента назначения в Банк
Будучи управляющим Банком Франции, он занимал многие публичные позиции по денежно-кредитным и финансовым вопросам, таким как биткойн. Двойное обращение евро и биткоина, предложенного Марин Ле Пен, Франсуа Вильруа де Гало посчитал опасным для евро.
Франсуа Вильгуа де Гало регулярно выступает по экономическим проблемам Франции, таким как безработица, которую он считает самой неотложной ситуацией, с которой Франция сталкивается в настоящее время.